# 1936 en Suisse
Chronologie de la Suisse
- 1932
- 1933
- 1934
- 1935
- 1936
- 1937
- 1938
- 1939
- 1940

Chronologie de la Suisse
1935 en Suisse - 1936 en Suisse - 1937 en Suisse

## Gouvernement au1erjanvier 1936
- Conseil fédéral[1]:
  - Albert Meyer PRD, président de la Confédération
  - Giuseppe Motta PDC, vice-président de la Confédération
  - Johannes Baumann PRD
  - Philipp Etter PDC
  - Hermann Obrecht PRD
  - Rudolf Minger PAB
  - Marcel Pilet-Golaz PRD

## Évènements

### Janvier
Vendredi 3 janvier 
- Décès à Lausanne, à l’âge de 83 ans, du théologien Philippe Bridel

 Mercredi 8 janvier 
- Décès à Lausanne, à l’âge de 73 ans, de l’architecte et archéologue Albert Naef, restaurateur du Château de Chillon.

 Mercredi 15 janvier 
- Une convention est signée entre la Suisse et l’Allemagne pour incorporer l’enclave douanière de Jestetten, à la frontière du canton de Schaffhouse, dans le territoire douanier allemand.

### Février
Mardi 4 février 
- Wilhelm Gustloff, chef du Parti nazi en Suisse est abattu à Davos (GR) par David Frankfurter.

 Mercredi 12 février 
- Aux Jeux olympiques de Garmisch-Partenkirchen, l’équipage du Fribourgeois Pierre Musy remporte le titre de champion olympique de bob à quatre.

 Vendredi 28 février 
- Décès à Zurich, à l’âge de 75 ans, de l’architecte Karl Moser.

### Mars
Vendredi 13 mars 
- Manifestation de 6 000 chômeurs devant le Palais fédéral à Berne.

 Mardi 17 mars 
- Décès à Paris, à l’âge de 67 ans, de l’auteur dramatique Fernand Chavannes.

 Samedi 21 mars 
- Premier numéro de l’hebdomadaire romand Curieux.

 Vendredi 27 mars 
- Décès à Saint-Imier (BE), à l’âge de 37 ans, du poète Werner Renfer.

### Avril
Vendredi 10 avril 
- Ouverture du Musée de la poste, dans les locaux du Musée alpin, à Berne.

 Vendredi 17 avril 
- Un Junkers Ju 52 allemand s’écrase près d’Orvin (BE). Il survolait illégalement le territoire suisse dans le cadre d’une mission de la Guerre d’Espagne. Trois occupants sont tués, deux autres grièvement blessés.

### Mai
Vendredi 29 avril 
- Fondation de l’Œuvre suisse d’entraide ouvrière (OSEO) par le Parti socialiste suisse et l'Union syndicale suisse.

### Juin
Samedi 20 juin 
- Le Belge Henri Garnier remporte le Tour de Suisse cycliste.

 Vendredi 26 juin 
- Dissolution de l’organisation frontiste Ligue pour le peuple et la patrie (Bund für Volk und Heimat).

### Juillet
Lundi 20 juillet 
- Signature de la Convention de Montreux, réglant le transit international dans les détroits du Bosphore et des Dardanelles qui passent entièrement sous domination turque.

### Août
Samedi 1er août 
- Inauguration à Schwytz du Musée des chartes fédérales.

 Jeudi 13 août 
- Aux Jeux olympiques de Berlin, le Tessinois d’adoption Georges Miez le titre de champion olympique au sol en gymnastique.

### Septembre
Dimanche 6 septembre 
- Le Français Antonin Magne remporte les Championnats du monde cycliste sur route à Berne.
- Première congrès de la Jeunesse ouvrière chrétienne à Genève.

 Lundi 21 septembre 
- Lancement de la souscription nationale de l’emprunt de défense nationale, afin de financer le programme d'armement extraordinaire d'un montant de 235 millions de francs.

 Samedi 26 septembre 
- Le Conseil fédéral procède à une dévaluation du franc suisse de 30 %.

### Octobre
Vendredi 2 octobre 
- Décès à Berne, à l’âge de 59 ans, du peintre Emil Cardinaux.

 Dimanche 4 octobre 
- Décès à Bonn (Allemagne), à l’âge de 85 ans, du linguiste Wilhelm Meyer-Lübke.

 Jeudi 8 octobre 
- Publication, par l’Union syndicale suisse, des Lignes directrices pour la reconstruction économique et la sécurité de la démocratie, préconisant un rassemblement de toutes les forces progressistes par-delà le mouvement ouvrier.

 Vendredi 23 octobre 
- Fondation du Secours suisse d’hiver par divers politiciens, dont Gottlieb Duttweiler.

### Novembre
Mardi 10 novembre 
- Arrêté du Conseil fédéral sur la formation d’une compagnie de volontaires pour la couverture de la frontière.

 Mercredi 11 novembre 
- Décès à Genève, à l’âge de 52 ans, de l’affichiste Jules Courvoisier.

 Vendredi 20 novembre 
- Fondation de la LITRA, Ligue suisse pour l'organisation rationnelle du trafic.

 Samedi 28 novembre 
- Décès à Bâle, à l’âge de 72 ans, du linguiste Eduard Hoffmann, spécialiste des traditions populaires.

 Dimanche 29 novembre 
- Elections cantonales à Genève. Albert Picot (PLS), Louis Casaï (PRD), François Perréard (PLS), Adrien Lachenal (PRD),

Antoine Pugin (Parti chrétien-social), Paul Balmer (PLS) et
Isaac Anken (PRD) sont élus au Conseil d’Etat lors du 1er tour de scrutin.

### Décembre
Dimanche 6 décembre 
- Décès à Broc (FR), à l’âge de 70 ans, de l’industriel Alexandre-François-Louis Cailler, fabricant de chocolat.

 Samedi 12 décembre 
- Inauguration de la Maison du peuple de Lausanne.

 Mercredi 23 décembre 
- Le Conseil fédéral étend à l’Abyssinie la juridiction de l’ambassade suisse en Italie et ferme le consulat éthiopien à Zurich, reconnaissant ainsi la souveraineté de l'Italie sur l'Éthiopie.
- Le Parti des paysans, artisans et bourgeois (PAB) se constitue en parti politique national.

 Mercredi 30 décembre 
- L’Alliance des Indépendants se constitue en parti politique national.